# 菅谷北斗星

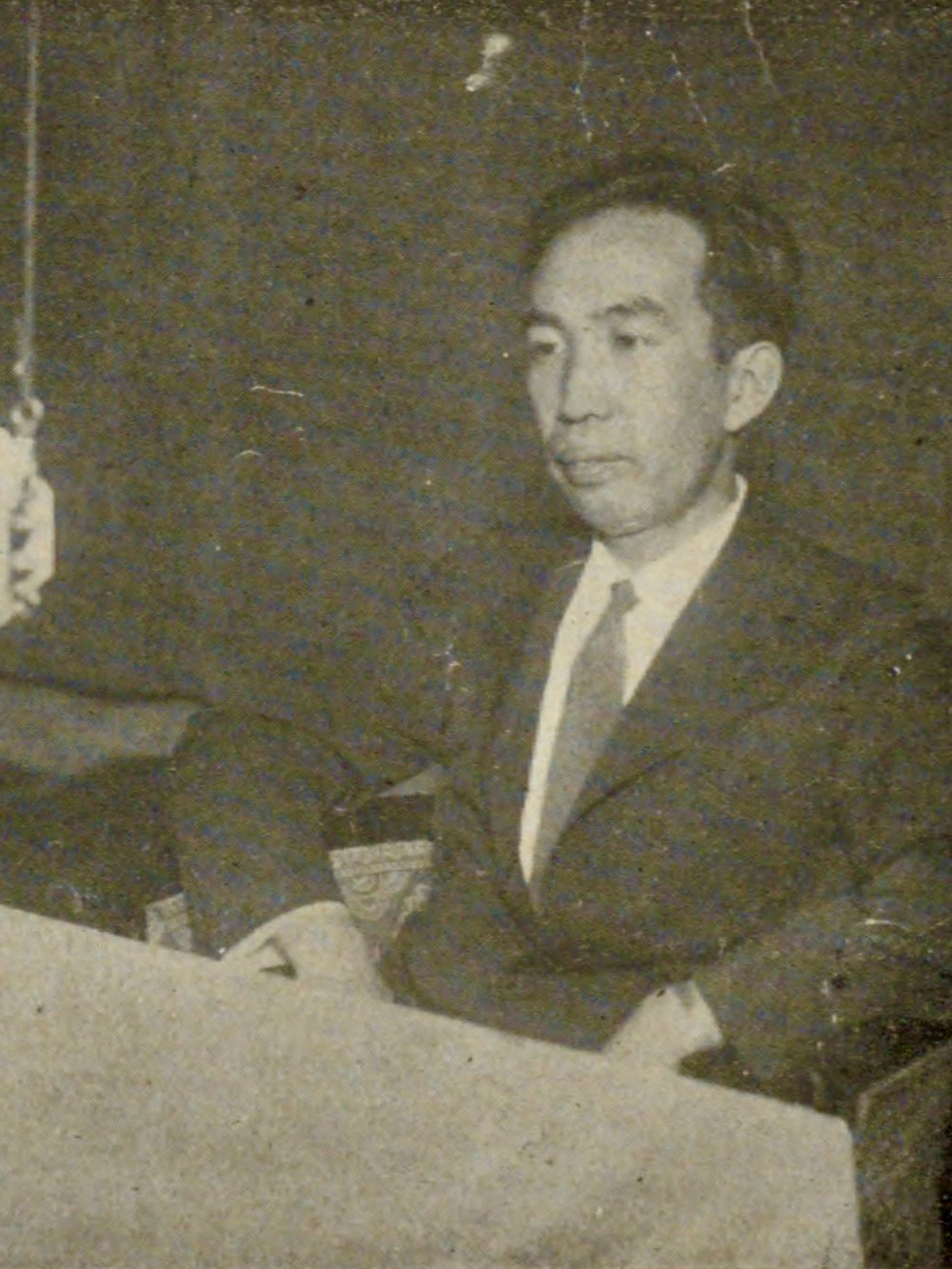
1930年頃、大阪にて

菅谷 北斗星（すがや ほくとせい、1895年11月27日 - 1962年1月21日）は、日本の将棋観戦記者の草分け。本名は菅谷 要。

## 経歴・人物
栃木県栃木市出身。県立栃木中学校卒業後、慶應義塾大学部理財科にはいるも中退。早稲田大学英文科卒業。大衆文藝を志す。
菊池寛の紹介で、当時将棋観戦記で活躍していた大崎熊雄の助手となる。1927年、将棋観戦専門記者として読売新聞に入社。この時筆名として「北斗星」を採用。1937年の坂田三吉・木村義雄の京都南禅寺決戦を始め、多くの観戦記・随筆を手がけた。
一方で将棋史研究にも手をそめ、関連するエッセイを多数発表している。

## 著書
- 将棋の話 誠文堂 1930
- 棋道秘話 菅谷北斗星 編 千倉書房 1933
- 将棋相談 菅谷北斗星, 溝呂木光治 著 千倉書房 1934
- 棋道清談 北斗星 著 千代田書院 1935
- 将棋の指し方 菅谷北斗星 大崎熊雄共著 博文館 1935
- 新将棋戦略 金子金五郎, 菅谷北斗星 著 千倉書房 1935
- 坂田将棋・近代将棋争覇録 : 坂田・木村・花田熱戦棋譜 千倉書房 1937
- 将棋つれづれ草 三学書房 1940
- 将棋陣太鼓 要書房 1952
- 代表的棋譜を中心にした将棋の知識 菅谷北斗星 著 学風書院 1955 [1]
- 将棋五十年 菅谷北斗星 著 時事通信社 1955 [2]
- 菅谷北斗星選集 観戦記篇  日本将棋連盟 1979 [3]
- 菅谷北斗星選集 秘録篇 日本将棋連盟 1978 [4]

## 参考
- 『菅谷北斗星選集 秘録篇』著者紹介
- 日外アソシエーツ人物情報